# NGC 1532
NGC 1532 é uma galáxia espiral barrada (SBb) localizada na direcção da constelação de Eridanus. Possui uma declinação de -32° 52' 23" e uma ascensão recta de 4 horas, 12 minutos e 03,8 segundos.
A galáxia NGC 1532 foi descoberta em 29 de Outubro de 1826 por James Dunlop.
NGC 1532 é uma das grandes galáxias que crescem ao se alimentar de outras galáxias menores, no caso, a NGC 1531 é a galáxia menor. Esse fenômeno é denominado canibalismo galáctico, uma prática muito comum no universo que é ilustrada por este par de galáxias na margem sul da constelação Eridanus.